# Giro di Lombardia 2024
Giro di Lombardia 2024, znany również jako Il Lombardia 2024 – 118. edycja wyścigu kolarskiego Giro di Lombardia, która odbyła się 12 października 2024 na liczącej 255 kilometrów trasie biegnącej z Bergamo do Como. Impreza kategorii 1.UWT była częścią UCI World Tour 2024.

## Uczestnicy

### Drużyny
| WorldTeams (18)- Alpecin-Deceuninck - Arkéa-B&B Hotels - Astana Qazaqstan Team - Bahrain Victorious - Cofidis - Decathlon-AG2R La Mondiale - EF Education-EasyPost - Groupama-FDJ - Ineos Grenadiers - Intermarché-Wanty - Lidl-Trek - Movistar Team - Red Bull-Bora-Hansgrohe - Soudal Quick-Step - Team dsm-firmenich PostNL - Team Jayco AlUla - Team Visma \| Lease a Bike - UAE Team Emirates ProTeams (7)- Team Corratec-Vini Fantini - Israel-Premier Tech - Lotto Dstny - Polti Kometa - Tudor Pro Cycling Team - Uno-X Mobility - VF Group-Bardiani CSF-Faizané |
| |

### Lista startowa
| UAE Team Emirates UAD | UAE Team Emirates UAD       | UAE Team Emirates UAD |
| --------------------- | --------------------------- | --------------------- |
| Nr                    | Kolarz                      | Miejsce               |
| 1                     | Tadej Pogačar (SLO) (szosa) | 1.                    |
| 2                     | Jan Christen (SUI)          | DNF                   |
| 3                     | Finn Fisher-Black (NZL)     | DNF                   |
| 4                     | Marc Hirschi (SUI)          | 44.                   |
| 5                     | Rafał Majka (POL)           | 80.                   |
| 6                     | Pawieł Siwakow (FRA)        | 6.                    |
| 7                     | Adam Yates (GBR)            | 81.                   |

| Alpecin-Deceuninck ADC | Alpecin-Deceuninck ADC | Alpecin-Deceuninck ADC |
| ---------------------- | ---------------------- | ---------------------- |
| Nr                     | Kolarz                 | Miejsce                |
| 11                     | Luca Vergallito (ITA)  | 68.                    |
| 12                     | Tobias Bayer (AUT)     | DNF                    |
| 13                     | Nicola Conci (ITA)     | 92.                    |
| 14                     | Michael Gogl (AUT)     | DNF                    |
| 15                     | Juri Hollmann (GER)    | 72.                    |
| 16                     | Axel Laurance (FRA)    | DNF                    |
| 17                     | Xandro Meurisse (BEL)  | 10.                    |

| Arkéa-B&B Hotels ARK | Arkéa-B&B Hotels ARK      | Arkéa-B&B Hotels ARK |
| -------------------- | ------------------------- | -------------------- |
| Nr                   | Kolarz                    | Miejsce              |
| 21                   | Clément Champoussin (FRA) | DNF                  |
| 22                   | Anthony Delaplace (FRA)   | 94.                  |
| 23                   | Simon Guglielmi (FRA)     | 95.                  |
| 24                   | Laurens Huys (BEL)        | 60.                  |
| 25                   | Łukasz Owsian (POL)       | DNF                  |
| 26                   | Michel Ries (LUX)         | 117.                 |
| 27                   | Alessandro Verre (ITA)    | 98.                  |

| Astana Qazaqstan Team AST | Astana Qazaqstan Team AST | Astana Qazaqstan Team AST |
| ------------------------- | ------------------------- | ------------------------- |
| Nr                        | Kolarz                    | Miejsce                   |
| 31                        | Lorenzo Fortunato (ITA)   | 18.                       |
| 32                        | Samuele Battistella (ITA) | DNF                       |
| 33                        | Gianmarco Garofoli (ITA)  | 41.                       |
| 34                        | Simone Velasco (ITA)      | 65.                       |
| 35                        | Harold Martín López (ECU) | DNF                       |
| 36                        | Christian Scaroni (ITA)   | DNF                       |
| 37                        | Santiago Umba (COL)       | DNF                       |

| Bahrain Victorious TBV | Bahrain Victorious TBV  | Bahrain Victorious TBV |
| ---------------------- | ----------------------- | ---------------------- |
| Nr                     | Kolarz                  | Miejsce                |
| 41                     | Antonio Tiberi (ITA)    | DNF                    |
| 42                     | Santiago Buitrago (COL) | 86.                    |
| 43                     | Damiano Caruso (ITA)    | DNF                    |
| 44                     | Matej Mohorič (SLO)     | 111.                   |
| 45                     | Andrea Pasqualon (ITA)  | DNF                    |
| 46                     | Wout Poels (NED)        | 105.                   |
| 47                     | Edoardo Zambanini (ITA) | 22.                    |

| Cofidis COF | Cofidis COF            | Cofidis COF |
| ----------- | ---------------------- | ----------- |
| Nr          | Kolarz                 | Miejsce     |
| 51          | Guillaume Martin (FRA) | 43.         |
| 52          | Harrison Wood (GBR)    | 53.         |
| 53          | Benjamin Thomas (FRA)  | DNF         |
| 54          | Ben Hermans (BEL)      | 78.         |
| 55          | Ion Izagirre (ESP)     | 4.          |
| 56          | Hugo Toumire (FRA)     | DNF         |
| 57          | Stefano Oldani (ITA)   | DNF         |

| Team Corratec-Vini Fantini COR | Team Corratec-Vini Fantini COR | Team Corratec-Vini Fantini COR |
| ------------------------------ | ------------------------------ | ------------------------------ |
| Nr                             | Kolarz                         | Miejsce                        |
| 61                             | Andrij Ponomar (UKR)           | DNF                            |
| 62                             | Matteo Amella (ITA)            | DNF                            |
| 63                             | Davide Baldaccini (ITA)        | 112.                           |
| 64                             | Valentin Darbellay (SUI)       | 104.                           |
| 65                             | Alessandro Iacchi (ITA)        | DNF                            |
| 66                             | Giulio Masotto (ITA)           | DNF                            |
| 67                             | Simone Olivero (ITA)           | DNF                            |

| Decathlon-AG2R La Mondiale DAT | Decathlon-AG2R La Mondiale DAT | Decathlon-AG2R La Mondiale DAT |
| ------------------------------ | ------------------------------ | ------------------------------ |
| Nr                             | Kolarz                         | Miejsce                        |
| 71                             | Aurélien Paret-Peintre (FRA)   | 51.                            |
| 72                             | Clément Berthet (FRA)          | 27.                            |
| 73                             | Paul Lapeira (FRA) (szosa)     | DNF                            |
| 74                             | Nicolas Prodhomme (FRA)        | 79.                            |
| 75                             | Bastien Tronchon (FRA)         | 42.                            |
| 76                             | Larry Warbasse (USA)           | 34.                            |
| 77                             | Andrea Vendrame (ITA)          | DNF                            |

| EF Education-EasyPost EFE | EF Education-EasyPost EFE | EF Education-EasyPost EFE |
| ------------------------- | ------------------------- | ------------------------- |
| Nr                        | Kolarz                    | Miejsce                   |
| 81                        | Rui Costa (POR) (szosa)   | DNF                       |
| 82                        | Stefan de Bod (RSA)       | DNF                       |
| 83                        | Ben Healy (IRL)           | 49.                       |
| 84                        | Neilson Powless (USA)     | 8.                        |
| 85                        | Archie Ryan (IRL)         | 17.                       |
| 86                        | James Shaw (GBR)          | DNF                       |
| 87                        | Georg Steinhauser (GER)   | DNF                       |

| Groupama-FDJ GFC | Groupama-FDJ GFC       | Groupama-FDJ GFC |
| ---------------- | ---------------------- | ---------------- |
| Nr               | Kolarz                 | Miejsce          |
| 91               | David Gaudu (FRA)      | 9.               |
| 92               | Enzo Paleni (FRA)      | 90.              |
| 93               | Lorenzo Germani (ITA)  | 66.              |
| 94               | Romain Grégoire (FRA)  | 32.              |
| 95               | Valentin Madouas (FRA) | 62.              |
| 96               | Rudy Molard (FRA)      | 25.              |
| 97               | Rémy Rochas (FRA)      | 61.              |

| Ineos Grenadiers IGD | Ineos Grenadiers IGD       | Ineos Grenadiers IGD |
| -------------------- | -------------------------- | -------------------- |
| Nr                   | Kolarz                     | Miejsce              |
| 101                  | Ethan Hayter (GBR) (szosa) | DNF                  |
| 102                  | Thymen Arensman (NED)      | 15.                  |
| 103                  | Jonathan Castroviejo (ESP) | 59.                  |
| 104                  | Brandon Rivera (COL)       | 101.                 |
| 105                  | Ben Swift (GBR)            | 33.                  |
| 106                  | Connor Swift (GBR)         | 57.                  |
| 107                  | Ben Turner (GBR)           | 110.                 |

| Intermarché-Wanty IWA | Intermarché-Wanty IWA           | Intermarché-Wanty IWA |
| --------------------- | ------------------------------- | --------------------- |
| Nr                    | Kolarz                          | Miejsce               |
| 111                   | Georg Zimmermann (GER)          | 19.                   |
| 112                   | Francesco Busatto (ITA)         | 67.                   |
| 113                   | Vito Braet (BEL)                | 114.                  |
| 114                   | Roel van Sintmaartensdijk (NED) | 109.                  |
| 115                   | Louis Meintjes (RSA)            | 89.                   |
| 116                   | Simone Petilli (ITA)            | 47.                   |
| 117                   | Lorenzo Rota (ITA)              | 39.                   |

| Israel-Premier Tech IPT | Israel-Premier Tech IPT     | Israel-Premier Tech IPT |
| ----------------------- | --------------------------- | ----------------------- |
| Nr                      | Kolarz                      | Miejsce                 |
| 121                     | Jakob Fuglsang (DEN)        | 54.                     |
| 122                     | George Bennett (NZL)        | 82.                     |
| 123                     | Marco Frigo (ITA)           | 108.                    |
| 124                     | Krists Neilands (LAT)       | 113.                    |
| 125                     | Nick Schultz (AUS)          | 40.                     |
| 126                     | Dylan Teuns (BEL)           | 26.                     |
| 127                     | Michael Woods (CAN) (szosa) | DNF                     |

| Lidl-Trek LTK | Lidl-Trek LTK         | Lidl-Trek LTK |
| ------------- | --------------------- | ------------- |
| Nr            | Kolarz                | Miejsce       |
| 131           | Bauke Mollema (NED)   | 12.           |
| 132           | Simone Consonni (ITA) | DNF           |
| 133           | Julien Bernard (FRA)  | 50.           |
| 134           | Dario Cataldo (ITA)   | 102.          |
| 135           | Giulio Ciccone (ITA)  | 3.            |
| 136           | Jacopo Mosca (ITA)    | 106.          |
| 137           | Toms Skujiņš (LAT)    | 96.           |

| Lotto Dstny LTD | Lotto Dstny LTD           | Lotto Dstny LTD |
| --------------- | ------------------------- | --------------- |
| Nr              | Kolarz                    | Miejsce         |
| 141             | Johannes Adamietz (GER)   | 76.             |
| 142             | Andreas Kron (DEN)        | DNF             |
| 143             | Sylvain Moniquet (BEL)    | DNF             |
| 144             | Lennert Van Eetvelt (BEL) | 7.              |
| 145             | Henri Vandenabeele (BEL)  | DNF             |
| 146             | Harm Vanhoucke (BEL)      | DNF             |
| 147             | Jacopo Guarnieri (ITA)    | DNF             |

| Movistar Team MOV | Movistar Team MOV       | Movistar Team MOV |
| ----------------- | ----------------------- | ----------------- |
| Nr                | Kolarz                  | Miejsce           |
| 151               | Enric Mas (ESP)         | 5.                |
| 152               | William Barta (USA)     | DNF               |
| 153               | Davide Formolo (ITA)    | 64.               |
| 154               | Gregor Mühlberger (AUT) | 87.               |
| 155               | Nairo Quintana (COL)    | 16.               |
| 156               | Einer Rubio (COL)       | 48.               |
| 157               | Pelayo Sánchez (ESP)    | DNF               |

| Red Bull-Bora-Hansgrohe RBH | Red Bull-Bora-Hansgrohe RBH  | Red Bull-Bora-Hansgrohe RBH |
| --------------------------- | ---------------------------- | --------------------------- |
| Nr                          | Kolarz                       | Miejsce                     |
| 161                         | Jai Hindley (AUS)            | 24.                         |
| 162                         | Roger Adrià (ESP)            | 11.                         |
| 163                         | Sergio Higuita (COL)         | 85.                         |
| 164                         | Bob Jungels (LUX)            | DNF                         |
| 165                         | Florian Lipowitz (GER)       | DNF                         |
| 166                         | Daniel Felipe Martínez (COL) | 29.                         |
| 167                         | Aleksandr Własow (RUS)       | 45.                         |

| Soudal Quick-Step SOQ | Soudal Quick-Step SOQ       | Soudal Quick-Step SOQ |
| --------------------- | --------------------------- | --------------------- |
| Nr                    | Kolarz                      | Miejsce               |
| 171                   | Remco Evenepoel (BEL)       | 2.                    |
| 172                   | Mattia Cattaneo (ITA)       | 63.                   |
| 173                   | William Junior Lecerf (BEL) | 99.                   |
| 174                   | Fausto Masnada (ITA)        | 107.                  |
| 175                   | Pieter Serry (BEL)          | DNF                   |
| 176                   | Gil Gelders (BEL)           | DNF                   |
| 177                   | Mauri Vansevenant (BEL)     | 56.                   |

| Team dsm-firmenich PostNL DFP | Team dsm-firmenich PostNL DFP | Team dsm-firmenich PostNL DFP |
| ----------------------------- | ----------------------------- | ----------------------------- |
| Nr                            | Kolarz                        | Miejsce                       |
| 181                           | Romain Bardet (FRA)           | DNF                           |
| 182                           | Warren Barguil (FRA)          | 31.                           |
| 183                           | Romain Combaud (FRA)          | 71.                           |
| 184                           | Chris Hamilton (AUS)          | 70.                           |
| 185                           | Gijs Leemreize (NED)          | 73.                           |
| 186                           | Martijn Tusveld (NED)         | 69.                           |
| 187                           | Kevin Vermaerke (USA)         | 23.                           |

| Team Jayco AlUla JAY | Team Jayco AlUla JAY          | Team Jayco AlUla JAY |
| -------------------- | ----------------------------- | -------------------- |
| Nr                   | Kolarz                        | Miejsce              |
| 191                  | Simon Yates (GBR)             | 84.                  |
| 192                  | Alessandro De Marchi (ITA)    | 119.                 |
| 193                  | Davide De Pretto (ITA)        | 35.                  |
| 194                  | Edward Dunbar (IRL)           | 30.                  |
| 195                  | Christopher Juul-Jensen (DEN) | 116.                 |
| 196                  | Jesús David Peña (COL)        | DNF                  |
| 197                  | Filippo Zana (ITA)            | 20.                  |

| Team Polti Kometa PTK | Team Polti Kometa PTK    | Team Polti Kometa PTK |
| --------------------- | ------------------------ | --------------------- |
| Nr                    | Kolarz                   | Miejsce               |
| 201                   | Davide Piganzoli (ITA)   | 28.                   |
| 202                   | Mattia Bais (ITA)        | 36.                   |
| 203                   | Davide De Cassan (ITA)   | DNF                   |
| 204                   | Matteo Fabbro (ITA)      | DNF                   |
| 205                   | Andrea Garosio (ITA)     | DNF                   |
| 206                   | Germán Darío Gómez (COL) | DNF                   |
| 207                   | Fernando Tercero (ESP)   | DNF                   |

| Team Visma \| Lease a Bike TVL | Team Visma \| Lease a Bike TVL | Team Visma \| Lease a Bike TVL |
| ------------------------------ | ------------------------------ | ------------------------------ |
| Nr                             | Kolarz                         | Miejsce                        |
| 211                            | Matteo Jorgenson (USA)         | DNF                            |
| 212                            | Tiesj Benoot (BEL)             | 58.                            |
| 213                            | Wilco Kelderman (NED)          | 21.                            |
| 214                            | Steven Kruijswijk (NED)        | 88.                            |
| 215                            | Bart Lemmen (NED)              | 93.                            |
| 216                            | Jan Tratnik (SLO)              | DNF                            |
| 217                            | Attila Valter (HUN) (szosa)    | 46.                            |

| Tudor Pro Cycling Team TUD | Tudor Pro Cycling Team TUD | Tudor Pro Cycling Team TUD |
| -------------------------- | -------------------------- | -------------------------- |
| Nr                         | Kolarz                     | Miejsce                    |
| 221                        | Michael Storer (AUS)       | 13.                        |
| 222                        | Marco Brenner (GER)        | DNF                        |
| 223                        | Roland Thalmann (SUI)      | 115.                       |
| 224                        | Florian Stork (GER)        | 74.                        |
| 225                        | Yannis Voisard (SUI)       | DNF                        |
| 226                        | Hannes Wilksch (GER)       | 91.                        |
| 227                        | Luc Wirtgen (LUX)          | DNF                        |

| Uno-X Mobility UXM | Uno-X Mobility UXM               | Uno-X Mobility UXM |
| ------------------ | -------------------------------- | ------------------ |
| Nr                 | Kolarz                           | Miejsce            |
| 231                | Tobias Halland Johannessen (NOR) | 97.                |
| 232                | Idar Andersen (NOR)              | 83.                |
| 233                | Odd Christian Eiking (NOR)       | 37.                |
| 234                | Ådne Holter (NOR)                | DNF                |
| 235                | Anders Halland Johannessen (NOR) | 118.               |
| 236                | Johannes Kulset (NOR)            | 55.                |
| 237                | Andreas Leknessund (NOR)         | 77.                |

| VF Group-Bardiani CSF-Faizanè VBF | VF Group-Bardiani CSF-Faizanè VBF | VF Group-Bardiani CSF-Faizanè VBF |
| --------------------------------- | --------------------------------- | --------------------------------- |
| Nr                                | Kolarz                            | Miejsce                           |
| 241                               | Domenico Pozzovivo (ITA)          | 38.                               |
| 242                               | Luca Covili (ITA)                 | 52.                               |
| 243                               | Alessio Martinelli (ITA)          | 103.                              |
| 244                               | Giulio Pellizzari (ITA)           | 14.                               |
| 245                               | Alessandro Pinarello (ITA)        | DNF                               |
| 246                               | Matteo Scalco (ITA)               | 100.                              |
| 247                               | Alessandro Tonelli (ITA)          | 75.                               |

| UAE Team Emirates UAD | UAE Team Emirates UAD       | UAE Team Emirates UAD |
| --------------------- | --------------------------- | --------------------- |
| Nr                    | Kolarz                      | Miejsce               |
| 1                     | Tadej Pogačar (SLO) (szosa) | 1.                    |
| 2                     | Jan Christen (SUI)          | DNF                   |
| 3                     | Finn Fisher-Black (NZL)     | DNF                   |
| 4                     | Marc Hirschi (SUI)          | 44.                   |
| 5                     | Rafał Majka (POL)           | 80.                   |
| 6                     | Pawieł Siwakow (FRA)        | 6.                    |
| 7                     | Adam Yates (GBR)            | 81.                   |

| Alpecin-Deceuninck ADC | Alpecin-Deceuninck ADC | Alpecin-Deceuninck ADC |
| ---------------------- | ---------------------- | ---------------------- |
| Nr                     | Kolarz                 | Miejsce                |
| 11                     | Luca Vergallito (ITA)  | 68.                    |
| 12                     | Tobias Bayer (AUT)     | DNF                    |
| 13                     | Nicola Conci (ITA)     | 92.                    |
| 14                     | Michael Gogl (AUT)     | DNF                    |
| 15                     | Juri Hollmann (GER)    | 72.                    |
| 16                     | Axel Laurance (FRA)    | DNF                    |
| 17                     | Xandro Meurisse (BEL)  | 10.                    |

| Arkéa-B&B Hotels ARK | Arkéa-B&B Hotels ARK      | Arkéa-B&B Hotels ARK |
| -------------------- | ------------------------- | -------------------- |
| Nr                   | Kolarz                    | Miejsce              |
| 21                   | Clément Champoussin (FRA) | DNF                  |
| 22                   | Anthony Delaplace (FRA)   | 94.                  |
| 23                   | Simon Guglielmi (FRA)     | 95.                  |
| 24                   | Laurens Huys (BEL)        | 60.                  |
| 25                   | Łukasz Owsian (POL)       | DNF                  |
| 26                   | Michel Ries (LUX)         | 117.                 |
| 27                   | Alessandro Verre (ITA)    | 98.                  |

| Astana Qazaqstan Team AST | Astana Qazaqstan Team AST | Astana Qazaqstan Team AST |
| ------------------------- | ------------------------- | ------------------------- |
| Nr                        | Kolarz                    | Miejsce                   |
| 31                        | Lorenzo Fortunato (ITA)   | 18.                       |
| 32                        | Samuele Battistella (ITA) | DNF                       |
| 33                        | Gianmarco Garofoli (ITA)  | 41.                       |
| 34                        | Simone Velasco (ITA)      | 65.                       |
| 35                        | Harold Martín López (ECU) | DNF                       |
| 36                        | Christian Scaroni (ITA)   | DNF                       |
| 37                        | Santiago Umba (COL)       | DNF                       |

| Bahrain Victorious TBV | Bahrain Victorious TBV  | Bahrain Victorious TBV |
| ---------------------- | ----------------------- | ---------------------- |
| Nr                     | Kolarz                  | Miejsce                |
| 41                     | Antonio Tiberi (ITA)    | DNF                    |
| 42                     | Santiago Buitrago (COL) | 86.                    |
| 43                     | Damiano Caruso (ITA)    | DNF                    |
| 44                     | Matej Mohorič (SLO)     | 111.                   |
| 45                     | Andrea Pasqualon (ITA)  | DNF                    |
| 46                     | Wout Poels (NED)        | 105.                   |
| 47                     | Edoardo Zambanini (ITA) | 22.                    |

| Cofidis COF | Cofidis COF            | Cofidis COF |
| ----------- | ---------------------- | ----------- |
| Nr          | Kolarz                 | Miejsce     |
| 51          | Guillaume Martin (FRA) | 43.         |
| 52          | Harrison Wood (GBR)    | 53.         |
| 53          | Benjamin Thomas (FRA)  | DNF         |
| 54          | Ben Hermans (BEL)      | 78.         |
| 55          | Ion Izagirre (ESP)     | 4.          |
| 56          | Hugo Toumire (FRA)     | DNF         |
| 57          | Stefano Oldani (ITA)   | DNF         |

| Team Corratec-Vini Fantini COR | Team Corratec-Vini Fantini COR | Team Corratec-Vini Fantini COR |
| ------------------------------ | ------------------------------ | ------------------------------ |
| Nr                             | Kolarz                         | Miejsce                        |
| 61                             | Andrij Ponomar (UKR)           | DNF                            |
| 62                             | Matteo Amella (ITA)            | DNF                            |
| 63                             | Davide Baldaccini (ITA)        | 112.                           |
| 64                             | Valentin Darbellay (SUI)       | 104.                           |
| 65                             | Alessandro Iacchi (ITA)        | DNF                            |
| 66                             | Giulio Masotto (ITA)           | DNF                            |
| 67                             | Simone Olivero (ITA)           | DNF                            |

| Decathlon-AG2R La Mondiale DAT | Decathlon-AG2R La Mondiale DAT | Decathlon-AG2R La Mondiale DAT |
| ------------------------------ | ------------------------------ | ------------------------------ |
| Nr                             | Kolarz                         | Miejsce                        |
| 71                             | Aurélien Paret-Peintre (FRA)   | 51.                            |
| 72                             | Clément Berthet (FRA)          | 27.                            |
| 73                             | Paul Lapeira (FRA) (szosa)     | DNF                            |
| 74                             | Nicolas Prodhomme (FRA)        | 79.                            |
| 75                             | Bastien Tronchon (FRA)         | 42.                            |
| 76                             | Larry Warbasse (USA)           | 34.                            |
| 77                             | Andrea Vendrame (ITA)          | DNF                            |

| EF Education-EasyPost EFE | EF Education-EasyPost EFE | EF Education-EasyPost EFE |
| ------------------------- | ------------------------- | ------------------------- |
| Nr                        | Kolarz                    | Miejsce                   |
| 81                        | Rui Costa (POR) (szosa)   | DNF                       |
| 82                        | Stefan de Bod (RSA)       | DNF                       |
| 83                        | Ben Healy (IRL)           | 49.                       |
| 84                        | Neilson Powless (USA)     | 8.                        |
| 85                        | Archie Ryan (IRL)         | 17.                       |
| 86                        | James Shaw (GBR)          | DNF                       |
| 87                        | Georg Steinhauser (GER)   | DNF                       |

| Groupama-FDJ GFC | Groupama-FDJ GFC       | Groupama-FDJ GFC |
| ---------------- | ---------------------- | ---------------- |
| Nr               | Kolarz                 | Miejsce          |
| 91               | David Gaudu (FRA)      | 9.               |
| 92               | Enzo Paleni (FRA)      | 90.              |
| 93               | Lorenzo Germani (ITA)  | 66.              |
| 94               | Romain Grégoire (FRA)  | 32.              |
| 95               | Valentin Madouas (FRA) | 62.              |
| 96               | Rudy Molard (FRA)      | 25.              |
| 97               | Rémy Rochas (FRA)      | 61.              |

| Ineos Grenadiers IGD | Ineos Grenadiers IGD       | Ineos Grenadiers IGD |
| -------------------- | -------------------------- | -------------------- |
| Nr                   | Kolarz                     | Miejsce              |
| 101                  | Ethan Hayter (GBR) (szosa) | DNF                  |
| 102                  | Thymen Arensman (NED)      | 15.                  |
| 103                  | Jonathan Castroviejo (ESP) | 59.                  |
| 104                  | Brandon Rivera (COL)       | 101.                 |
| 105                  | Ben Swift (GBR)            | 33.                  |
| 106                  | Connor Swift (GBR)         | 57.                  |
| 107                  | Ben Turner (GBR)           | 110.                 |

| Intermarché-Wanty IWA | Intermarché-Wanty IWA           | Intermarché-Wanty IWA |
| --------------------- | ------------------------------- | --------------------- |
| Nr                    | Kolarz                          | Miejsce               |
| 111                   | Georg Zimmermann (GER)          | 19.                   |
| 112                   | Francesco Busatto (ITA)         | 67.                   |
| 113                   | Vito Braet (BEL)                | 114.                  |
| 114                   | Roel van Sintmaartensdijk (NED) | 109.                  |
| 115                   | Louis Meintjes (RSA)            | 89.                   |
| 116                   | Simone Petilli (ITA)            | 47.                   |
| 117                   | Lorenzo Rota (ITA)              | 39.                   |

| Israel-Premier Tech IPT | Israel-Premier Tech IPT     | Israel-Premier Tech IPT |
| ----------------------- | --------------------------- | ----------------------- |
| Nr                      | Kolarz                      | Miejsce                 |
| 121                     | Jakob Fuglsang (DEN)        | 54.                     |
| 122                     | George Bennett (NZL)        | 82.                     |
| 123                     | Marco Frigo (ITA)           | 108.                    |
| 124                     | Krists Neilands (LAT)       | 113.                    |
| 125                     | Nick Schultz (AUS)          | 40.                     |
| 126                     | Dylan Teuns (BEL)           | 26.                     |
| 127                     | Michael Woods (CAN) (szosa) | DNF                     |

| Lidl-Trek LTK | Lidl-Trek LTK         | Lidl-Trek LTK |
| ------------- | --------------------- | ------------- |
| Nr            | Kolarz                | Miejsce       |
| 131           | Bauke Mollema (NED)   | 12.           |
| 132           | Simone Consonni (ITA) | DNF           |
| 133           | Julien Bernard (FRA)  | 50.           |
| 134           | Dario Cataldo (ITA)   | 102.          |
| 135           | Giulio Ciccone (ITA)  | 3.            |
| 136           | Jacopo Mosca (ITA)    | 106.          |
| 137           | Toms Skujiņš (LAT)    | 96.           |

| Lotto Dstny LTD | Lotto Dstny LTD           | Lotto Dstny LTD |
| --------------- | ------------------------- | --------------- |
| Nr              | Kolarz                    | Miejsce         |
| 141             | Johannes Adamietz (GER)   | 76.             |
| 142             | Andreas Kron (DEN)        | DNF             |
| 143             | Sylvain Moniquet (BEL)    | DNF             |
| 144             | Lennert Van Eetvelt (BEL) | 7.              |
| 145             | Henri Vandenabeele (BEL)  | DNF             |
| 146             | Harm Vanhoucke (BEL)      | DNF             |
| 147             | Jacopo Guarnieri (ITA)    | DNF             |

| Movistar Team MOV | Movistar Team MOV       | Movistar Team MOV |
| ----------------- | ----------------------- | ----------------- |
| Nr                | Kolarz                  | Miejsce           |
| 151               | Enric Mas (ESP)         | 5.                |
| 152               | William Barta (USA)     | DNF               |
| 153               | Davide Formolo (ITA)    | 64.               |
| 154               | Gregor Mühlberger (AUT) | 87.               |
| 155               | Nairo Quintana (COL)    | 16.               |
| 156               | Einer Rubio (COL)       | 48.               |
| 157               | Pelayo Sánchez (ESP)    | DNF               |

| Red Bull-Bora-Hansgrohe RBH | Red Bull-Bora-Hansgrohe RBH  | Red Bull-Bora-Hansgrohe RBH |
| --------------------------- | ---------------------------- | --------------------------- |
| Nr                          | Kolarz                       | Miejsce                     |
| 161                         | Jai Hindley (AUS)            | 24.                         |
| 162                         | Roger Adrià (ESP)            | 11.                         |
| 163                         | Sergio Higuita (COL)         | 85.                         |
| 164                         | Bob Jungels (LUX)            | DNF                         |
| 165                         | Florian Lipowitz (GER)       | DNF                         |
| 166                         | Daniel Felipe Martínez (COL) | 29.                         |
| 167                         | Aleksandr Własow (RUS)       | 45.                         |

| Soudal Quick-Step SOQ | Soudal Quick-Step SOQ       | Soudal Quick-Step SOQ |
| --------------------- | --------------------------- | --------------------- |
| Nr                    | Kolarz                      | Miejsce               |
| 171                   | Remco Evenepoel (BEL)       | 2.                    |
| 172                   | Mattia Cattaneo (ITA)       | 63.                   |
| 173                   | William Junior Lecerf (BEL) | 99.                   |
| 174                   | Fausto Masnada (ITA)        | 107.                  |
| 175                   | Pieter Serry (BEL)          | DNF                   |
| 176                   | Gil Gelders (BEL)           | DNF                   |
| 177                   | Mauri Vansevenant (BEL)     | 56.                   |

| Team dsm-firmenich PostNL DFP | Team dsm-firmenich PostNL DFP | Team dsm-firmenich PostNL DFP |
| ----------------------------- | ----------------------------- | ----------------------------- |
| Nr                            | Kolarz                        | Miejsce                       |
| 181                           | Romain Bardet (FRA)           | DNF                           |
| 182                           | Warren Barguil (FRA)          | 31.                           |
| 183                           | Romain Combaud (FRA)          | 71.                           |
| 184                           | Chris Hamilton (AUS)          | 70.                           |
| 185                           | Gijs Leemreize (NED)          | 73.                           |
| 186                           | Martijn Tusveld (NED)         | 69.                           |
| 187                           | Kevin Vermaerke (USA)         | 23.                           |

| Team Jayco AlUla JAY | Team Jayco AlUla JAY          | Team Jayco AlUla JAY |
| -------------------- | ----------------------------- | -------------------- |
| Nr                   | Kolarz                        | Miejsce              |
| 191                  | Simon Yates (GBR)             | 84.                  |
| 192                  | Alessandro De Marchi (ITA)    | 119.                 |
| 193                  | Davide De Pretto (ITA)        | 35.                  |
| 194                  | Edward Dunbar (IRL)           | 30.                  |
| 195                  | Christopher Juul-Jensen (DEN) | 116.                 |
| 196                  | Jesús David Peña (COL)        | DNF                  |
| 197                  | Filippo Zana (ITA)            | 20.                  |

| Team Polti Kometa PTK | Team Polti Kometa PTK    | Team Polti Kometa PTK |
| --------------------- | ------------------------ | --------------------- |
| Nr                    | Kolarz                   | Miejsce               |
| 201                   | Davide Piganzoli (ITA)   | 28.                   |
| 202                   | Mattia Bais (ITA)        | 36.                   |
| 203                   | Davide De Cassan (ITA)   | DNF                   |
| 204                   | Matteo Fabbro (ITA)      | DNF                   |
| 205                   | Andrea Garosio (ITA)     | DNF                   |
| 206                   | Germán Darío Gómez (COL) | DNF                   |
| 207                   | Fernando Tercero (ESP)   | DNF                   |

| Team Visma \| Lease a Bike TVL | Team Visma \| Lease a Bike TVL | Team Visma \| Lease a Bike TVL |
| ------------------------------ | ------------------------------ | ------------------------------ |
| Nr                             | Kolarz                         | Miejsce                        |
| 211                            | Matteo Jorgenson (USA)         | DNF                            |
| 212                            | Tiesj Benoot (BEL)             | 58.                            |
| 213                            | Wilco Kelderman (NED)          | 21.                            |
| 214                            | Steven Kruijswijk (NED)        | 88.                            |
| 215                            | Bart Lemmen (NED)              | 93.                            |
| 216                            | Jan Tratnik (SLO)              | DNF                            |
| 217                            | Attila Valter (HUN) (szosa)    | 46.                            |

| Tudor Pro Cycling Team TUD | Tudor Pro Cycling Team TUD | Tudor Pro Cycling Team TUD |
| -------------------------- | -------------------------- | -------------------------- |
| Nr                         | Kolarz                     | Miejsce                    |
| 221                        | Michael Storer (AUS)       | 13.                        |
| 222                        | Marco Brenner (GER)        | DNF                        |
| 223                        | Roland Thalmann (SUI)      | 115.                       |
| 224                        | Florian Stork (GER)        | 74.                        |
| 225                        | Yannis Voisard (SUI)       | DNF                        |
| 226                        | Hannes Wilksch (GER)       | 91.                        |
| 227                        | Luc Wirtgen (LUX)          | DNF                        |

| Uno-X Mobility UXM | Uno-X Mobility UXM               | Uno-X Mobility UXM |
| ------------------ | -------------------------------- | ------------------ |
| Nr                 | Kolarz                           | Miejsce            |
| 231                | Tobias Halland Johannessen (NOR) | 97.                |
| 232                | Idar Andersen (NOR)              | 83.                |
| 233                | Odd Christian Eiking (NOR)       | 37.                |
| 234                | Ådne Holter (NOR)                | DNF                |
| 235                | Anders Halland Johannessen (NOR) | 118.               |
| 236                | Johannes Kulset (NOR)            | 55.                |
| 237                | Andreas Leknessund (NOR)         | 77.                |

| VF Group-Bardiani CSF-Faizanè VBF | VF Group-Bardiani CSF-Faizanè VBF | VF Group-Bardiani CSF-Faizanè VBF |
| --------------------------------- | --------------------------------- | --------------------------------- |
| Nr                                | Kolarz                            | Miejsce                           |
| 241                               | Domenico Pozzovivo (ITA)          | 38.                               |
| 242                               | Luca Covili (ITA)                 | 52.                               |
| 243                               | Alessio Martinelli (ITA)          | 103.                              |
| 244                               | Giulio Pellizzari (ITA)           | 14.                               |
| 245                               | Alessandro Pinarello (ITA)        | DNF                               |
| 246                               | Matteo Scalco (ITA)               | 100.                              |
| 247                               | Alessandro Tonelli (ITA)          | 75.                               |

Legenda: DNF – nie ukończył, OTL – przekroczył limit czasu, DNS – nie wystartował, DSQ – zdyskwalifikowany.

## Klasyfikacja generalna
| \| Klasyfikacja generalna \| Klasyfikacja generalna \| Klasyfikacja generalna \| Klasyfikacja generalna \| Klasyfikacja generalna \| \| Kolarz \| Kolarz \| Państwo \| Drużyna \| Czas \| \| ---------------------- \| ---------------------- \| ---------------------- \| ----------------------------- \| ---------------------- \| \| 1. \| Tadej Pogačar \| Słowenia \| UAE Team Emirates \| 6h 04' 58" \| \| 2. \| Remco Evenepoel \| Belgia \| Soudal Quick-Step \| + 3' 16" \| \| 3. \| Giulio Ciccone \| Włochy \| Lidl-Trek \| + 4' 31" \| \| 4. \| Ion Izagirre \| Hiszpania \| Cofidis \| + 4' 34" \| \| 5. \| Enric Mas \| Hiszpania \| Movistar Team \| + 4' 34" \| \| 6. \| Pawieł Siwakow \| Francja \| UAE Team Emirates \| + 4' 34" \| \| 7. \| Lennert Van Eetvelt \| Belgia \| Lotto Dstny \| + 4' 34" \| \| 8. \| Neilson Powless \| Stany Zjednoczone \| EF Education-EasyPost \| + 4' 58" \| \| 9. \| David Gaudu \| Francja \| Groupama-FDJ \| + 4' 58" \| \| 10. \| Xandro Meurisse \| Belgia \| Alpecin-Deceuninck \| + 4' 58" \| \| 11. \| Roger Adrià \| Hiszpania \| Red Bull-Bora-Hansgrohe \| + 4' 58" \| \| 12. \| Bauke Mollema \| Holandia \| Lidl-Trek \| + 4' 58" \| \| 13. \| Michael Storer \| Australia \| Tudor Pro Cycling Team \| + 4' 58" \| \| 14. \| Giulio Pellizzari \| Włochy \| VF Group-Bardiani CSF-Faizanè \| + 5' 45" \| \| 15. \| Thymen Arensman \| Holandia \| Ineos Grenadiers \| + 7' 06" \| \| 16. \| Nairo Quintana \| Kolumbia \| Movistar Team \| + 7' 28" \| \| 17. \| Archie Ryan \| Irlandia \| EF Education-EasyPost \| + 7' 28" \| \| 18. \| Lorenzo Fortunato \| Włochy \| Astana Qazaqstan Team \| + 7' 28" \| \| 19. \| Georg Zimmermann \| Niemcy \| Intermarché-Wanty \| + 7' 56" \| \| 20. \| Filippo Zana \| Włochy \| Team Jayco AlUla \| + 7' 56" \| |                     |                   |                               |            |
| |                     |                   |                               |            |
| Źródło: ProCyclingStats |                     |                   |                               |            |
| Klasyfikacja generalna |                     |                   |                               |            |
| Kolarz | Kolarz              | Państwo           | Drużyna                       | Czas       |
| 1. | Tadej Pogačar       | Słowenia          | UAE Team Emirates             | 6h 04' 58" |
| 2. | Remco Evenepoel     | Belgia            | Soudal Quick-Step             | + 3' 16"   |
| 3. | Giulio Ciccone      | Włochy            | Lidl-Trek                     | + 4' 31"   |
| 4. | Ion Izagirre        | Hiszpania         | Cofidis                       | + 4' 34"   |
| 5. | Enric Mas           | Hiszpania         | Movistar Team                 | + 4' 34"   |
| 6. | Pawieł Siwakow      | Francja           | UAE Team Emirates             | + 4' 34"   |
| 7. | Lennert Van Eetvelt | Belgia            | Lotto Dstny                   | + 4' 34"   |
| 8. | Neilson Powless     | Stany Zjednoczone | EF Education-EasyPost         | + 4' 58"   |
| 9. | David Gaudu         | Francja           | Groupama-FDJ                  | + 4' 58"   |
| 10. | Xandro Meurisse     | Belgia            | Alpecin-Deceuninck            | + 4' 58"   |
| 11. | Roger Adrià         | Hiszpania         | Red Bull-Bora-Hansgrohe       | + 4' 58"   |
| 12. | Bauke Mollema       | Holandia          | Lidl-Trek                     | + 4' 58"   |
| 13. | Michael Storer      | Australia         | Tudor Pro Cycling Team        | + 4' 58"   |
| 14. | Giulio Pellizzari   | Włochy            | VF Group-Bardiani CSF-Faizanè | + 5' 45"   |
| 15. | Thymen Arensman     | Holandia          | Ineos Grenadiers              | + 7' 06"   |
| 16. | Nairo Quintana      | Kolumbia          | Movistar Team                 | + 7' 28"   |
| 17. | Archie Ryan         | Irlandia          | EF Education-EasyPost         | + 7' 28"   |
| 18. | Lorenzo Fortunato   | Włochy            | Astana Qazaqstan Team         | + 7' 28"   |
| 19. | Georg Zimmermann    | Niemcy            | Intermarché-Wanty             | + 7' 56"   |
| 20. | Filippo Zana        | Włochy            | Team Jayco AlUla              | + 7' 56"   |